# Kamino
Kamino är en fiktiv planet i Star Wars. Det är en vattenfylld planet med svåra stormar. Dess invånare, Kaminoborna, har byggt städerna på pålar i vattnet. Den mest kända staden på Kamino är Tipoca City. Kamino raderades ur minnet på datorerna i jedibiblioteket av Greve Dooku då han beställde en klonarmé till Republiken under falskt namn.
Kaminoborna är långa slanka varelser som är kända för att vara duktiga på att klona. Kaminoborna brukar använda Aiwha, ett slags flygande valar, för att ta sig mellan de olika städerna. Premiärministern på Kamino heter Lama Su.

### Fotnoter
1. ↑  ”The Star Wars saga at a glance” (på engelska). BBC. 19 maj 2005. http://news.bbc.co.uk/2/hi/entertainment/4520749.stm. Läst 4 december 2015.